# Compsura
Compsura es un  género de peces de la familia Characidae en el orden de los Characiformes.

## Especies
Hay dos especies en este género:
- Compsura gorgonae (Evermann & Goldsborough, 1909)
- Compsura heterura C. H. Eigenmann, 1915